# 8月5日 (旧暦)
旧暦8月5日（きゅうれきはちがついつか）は、旧暦8月の5日目である。六曜は赤口である。

## できごと
- 舒明天皇2年（ユリウス暦630年9月16日） - 犬上御田鍬・薬師恵日を第1回遣唐使として唐に派遣
- 大化元年（ユリウス暦645年8月31日） - 鐘匱の制。朝廷が、国民の直訴を受附ける投書箱を設置
- 天平元年（ユリウス暦729年9月2日） - 「天王貴平知百年」の文字を背に負った瑞亀の献上により天平に改元
- 永仁元年（ユリウス暦1293年9月6日） - 天変と関東の地震のため正応より永仁に改元
- 嘉元元年（ユリウス暦1303年9月16日） - 彗星と日照りのため乾元より嘉元に改元
- 慶長3年（グレゴリオ暦1598年9月5日） - 豊臣秀吉の要請で徳川家康・前田利家ら五大老が豊臣氏と五奉行に忠誠を誓う
- 元和8年（グレゴリオ暦1622年9月10日） - 元和の大殉教。長崎でキリシタン55人を処刑
- 安政3年（グレゴリオ暦1856年9月3日） - 米総領事タウンゼント・ハリスが、伊豆下田・玉泉寺を総領事館とすることを決定
- 元治元年（グレゴリオ暦1864年9月5日） - 四国連合艦隊下関砲撃事件

## 誕生日
- 垂拱元年（ユリウス暦685年9月8日） - 玄宗、唐の6代皇帝（+ 762年）
- 文化12年（グレゴリオ暦1815年9月7日） - 入江長八、工芸家（+ 1889年）

## 忌日
- 83年（ユリウス暦紀元前393年9月5日） - 孝昭天皇、5代天皇

- 嘉平3年（グレゴリオ暦251年9月7日） - 司馬懿、魏の政治家（* 179年）
- 天平9年（ユリウス暦737年9月3日） - 藤原宇合、公卿（* 694年）
- 天正13年（グレゴリオ暦1585年8月29日） - 伊東義祐、武将（* 1512年）
- 文禄2年（グレゴリオ暦1593年8月31日） - 今井宗久、商人（* 1520年）